# Classe Hotel

Silhouette d'un sous-marin de classe Hotel I.

La classe Hotel est le code OTAN pour un type de sous-marin nucléaire lanceur d'engins qui a été initialement mis en service par l'Union soviétique vers 1959. La désignation soviétique était Projet 658. Les sous-marins de cette classe embarquent un système de lancement D-2 et des missiles R-13 (code OTAN : SS-N-4 SARK). Le projet de construction de ces sous-marins a été approuvé le 26 août 1956. Cette classe est basée sur la classe November, première classe de sous-marins nucléaires soviétiques, modifiée en ajoutant le compartiment missile des sous-marins de la classe Golf. En outre, les commandes s'avèrent plus fiables pour les opérations sous-marines à grande vitesse avec un bruit réduit. Pour lancer ses missiles, les sous-marins de classe Hotel doivent remonter en surface et peuvent tirer leurs 3 missiles après 12 minutes de surfaçage. En immersion leur vitesse maximale est de 26 nœuds et de 18 nœuds en surface.
Il en existe trois variantes : Hotel I (initiale), Hotel II (équipée du nouveau système de lancement D-4 et de missiles R-21 (code OTAN : SS-N-5 'Sark/Serb') d'une portée de 1 200 km pouvant être tirés à une profondeur de 16 m) et Hotel III (embarquant des missiles R-29).

## Caractéristiques techniques
- Déplacement (Hotel II) : 5 588 tonnes (en immersion)
- Longueur : 114 mètres
- Maître-bau : 9,2 mètres
- Tirant d'eau : 7,31 mètres
- Vitesse maximale : 18 nœuds (surface), 26 nœuds (immersion)
- Équipage : 104 hommes

## Liste des sous-marins de la classe

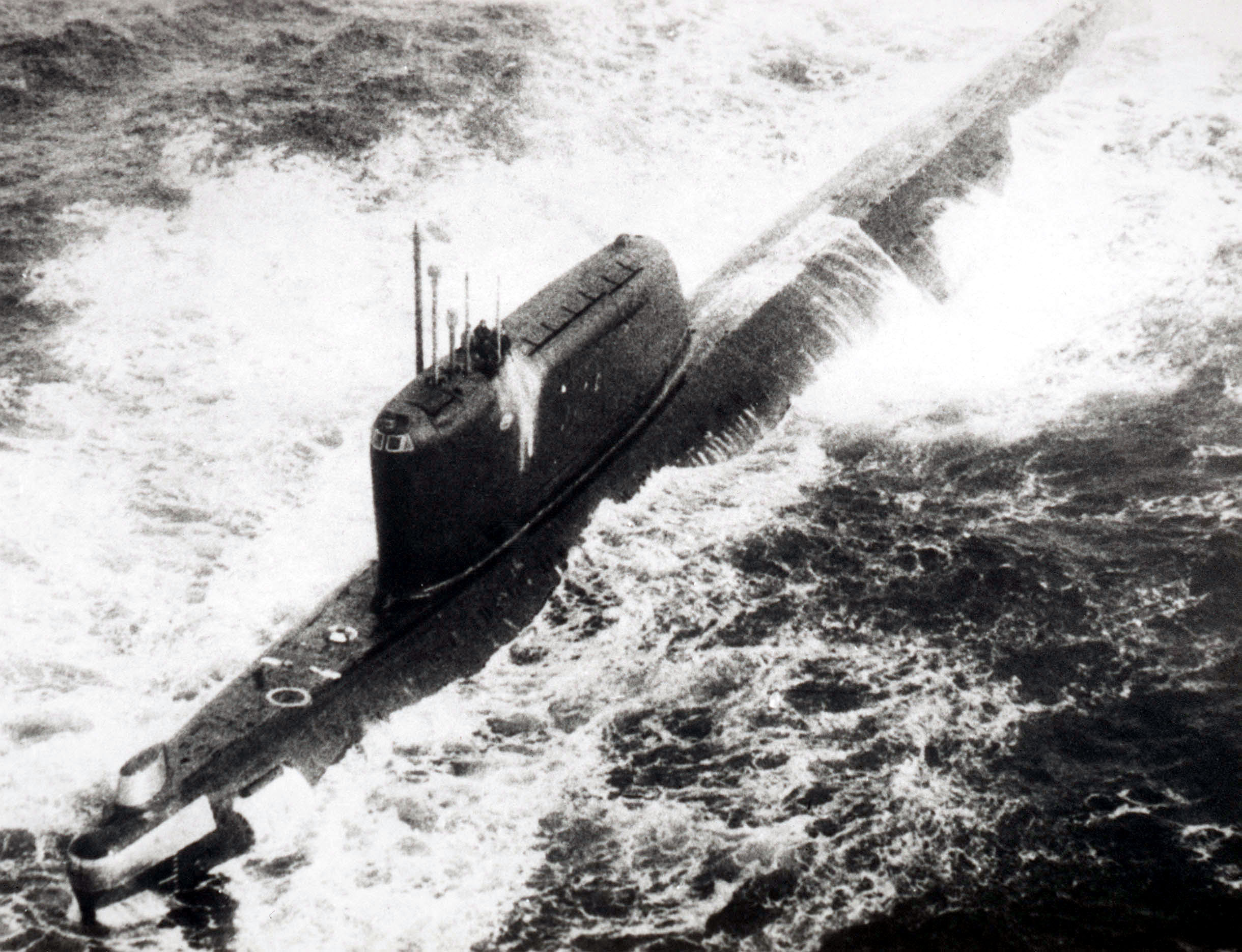
Sous-marin de classe Hotel II, 1984.

| Nom       | Chantier              | Quille posée      | Lancement         | Commissionné     | Statut                         |
| --------- | --------------------- | ----------------- | ----------------- | ---------------- | ------------------------------ |
| K-19      | SEVMASH, Severodvinsk | 17 octobre 1958   | 11 octobre 1959   | 12 novembre 1960 | Désarmé en 1991 puis démantelé |
| K-33/K-54 | SEVMASH, Severodvinsk | 9 février 1959    | 6 août 1960       | 24 décembre 1960 | Désarmé en 1987 puis démantelé |
| K-55      | SEVMASH, Severodvinsk | 5 août 1959       | 18 septembre 1960 | 27 décembre 1960 | Désarmé en 1989 puis démantelé |
| K-40      | SEVMASH, Severodvinsk | 6 décembre 1959   | 18 juin 1961      | 27 décembre 1961 | Désarmé en 1987 puis démantelé |
| K-16      | SEVMASH, Severodvinsk | 5 mai 1960        | 31 juillet 1961   | 28 décembre 1961 | Désarmé en 1987 puis démantelé |
| K-145     | SEVMASH, Severodvinsk | 21 janvier 1961   | 30 mai 1962       | 31 octobre 1962  | Désarmé en 1989 puis démantelé |
| K-149     | SEVMASH, Severodvinsk | 12 avril 1961     | 20 juillet 1962   | 27 octobre 1962  | Désarmé en 1991 puis démantelé |
| K-178     | SEVMASH, Severodvinsk | 11 septembre 1961 | 1er avril 1962    | 8 décembre 1962  | Désarmé en 1990 puis démantelé |